# Saskia Bricmont
Pour les articles homonymes, voir Bricmont.
Saskia Bricmont, née le 16 mars 1985 à Tournai, est une femme politique belge, membre du parti écologiste Ecolo. Elle est députée européenne depuis 2019.

## Biographie
Elle étudie les sciences politiques et les relations internationales à l'Université libre de Bruxelles et obtient un master en études européennes à l'Institut d'études européennes de l'université libre de Bruxelles. Elle est chargée de mission au sein de l'agence de Développement Territorial Ideta depuis 2015.
Le 26 mai 2019, elle est élue députée lors des élections européennes. Elle est membre des commissions "Libertés civiles, de la justice et des affaires intérieures (LIBE)" et "Commerce international (INTA)" et de la délégation pour les relations avec les pays du Maghreb et l’Union du Maghreb arabe, y compris les commissions parlementaires mixtes UE-Maroc, UE-Tunisie et UE-Algérie.
Depuis avril 2022, elle est également membre de la commission d'enquête du Parlement européen PEGA, chargée d'enquêter sur l’utilisation de Pegasus et d’autres logiciels espions.
Elle est tête de liste pour les écologistes francophones, aux élections européennes du 9 juin 2024. Elle est réélue eurodéputée alors qu'elle n'arrive que seconde en nombre de voix de préférence, derrière Olivier De Schutter qui la devance de plus de 2 500 voix.